# アジマリシン
アジマリシン(Ajmalicine)は、高血圧治療薬として用いられる物質である。Card-Lamuran, Circolene、Cristanyl、Duxil、Duxor、Hydroxysarpon、Iskedyl、Isosarpan、Isquebral、Lamuran、Melanex、Saltucin Co、Salvalion、Sarpan等の様々な商標名で市販されている。インドジャボク属、ニチニチソウ、クラトン等の様々な植物に含まれるアルカロイドでもある。
アジマリシンは、構造的にはヨヒンビン、ラウオルシンやその他のヨヒンバン誘導体に関連している。またコリナンチンと同様にα1アドレナリン受容体のアンタゴニストとして働く。